# 摩耶山 (企業)
摩耶山株式会社（まやさん）は、かつて兵庫県神戸市に存在した企業。

## 概要
所在地は兵庫県武庫郡西灘村、神戸市灘区西灘。設立は1925年（大正14年）9月。目的は療養所、ホテル、食堂及び、浴場、娯楽場経営。資本金は10万円、1株50円、払込高7万5千円。摩耶花壇を運営した。

## 役員

### 『日本全国諸会社役員録 第34回』
- 取締役・井澤千代松、中井雄也、大町伴二、中井連、柳惣市[4]
- 監査役・斎藤正之、清水義壽[4]

### 『日本全国諸会社役員録 第36回』
- 取締役・井澤千代松、中井雄也、大町伴二、中井連[2]
- 監査役・斎藤正之、清水義壽[2]

### 『日本全国諸会社役員録 第39回』
- 取締役（代表）・中井連[3]
- 取締役・井澤千代松、中井雄也、中村英倫[3]
- 監査役・斎藤正之、清水義壽[3]

### 『日本全国諸会社役員録 第44回』
- 取締役（代表）・中井連[1]
- 取締役・井澤千代松、中井雄也、清水義壽[1]
- 監査役・大町眞事、西廣和市[1]